# Emydura tanybaraga
Emydura tanybaraga là một loài rùa trong họ Chelidae. Loài này được Cann miêu tả khoa học đầu tiên năm 1997.